# Steele Stebbins
Steele Stebbins (California, 19 agosto 2003) è un attore statunitense.
Ha vinto uno Young Artist Award nel 2016 per la sua performance nel film Come ti rovino le vacanze.

## Biografia
La carriera da attore di Stebbins ha avuto inizio nel 2010. Dopo aver preso parte a due cortometraggi, nel 2014 ha fatto il suo debutto cinematografico in Ghost Movie 2 - Questa volta è guerra, film comico con protagonista Marlon Wayans, sequel di Ghost Movie. Nell'anno seguente ha preso parte a un altro film comico, Come ti rovino le vacanze, quarto sequel, ma anche reboot, della saga iniziata nel 1983 col film National Lampoon's Vacation. Per questa sua interpretazione, nel 2016, si è aggiudicato uno Young Artist Award come miglior giovane attore protagonista in un film.

## Filmografia

### Cinema
- Ghost Movie 2 - Questa volta è guerra (A Haunted House 2), regia di Michael Tiddes (2014)
- Come ti rovino le vacanze (Vacation), regia di John Francis Daley e Jonathan M. Goldstein (2015)
- Crawlspace, regia di Phil Claydon (2016)

### Cortometraggi
- Wish You Were (Here), regia di Alexander Thomas Scott (2010)
- Metered, regia di Jeff Bourg (2011)
- Brotherly Love, regia di Barry Battles (2017)

### Televisione
- Heartbeat - serie TV, 6 episodi (2016)
- Gamers Mania (Gamer's Guide to Pretty Much Everything) - serie TV, episodi 2x05-2x14-2x16 (2016-2017)
- Crazy Ex-Girlfriend - serie TV, 4 episodi (2015-2017)

## Riconoscimenti
- 2016 – Young Artist Awards
  - Miglior giovane attore protagonista in un film (11 - 13 anni) per Come ti rovino le vacanze
  - Candidatura come Miglior giovane attore ricorrente in una serie televisiva (13 anni o meno) per Crazy Ex-Girlfriend